# Radio Patrol
Radio Patrol (englisch Funkpatrouille oder Funkstreifenwagen) ist ein 12-teiliges US-amerikanisches Serial von 1937 mit Science-Fiction-Elementen auf Grundlage des gleichnamigen Comics von Eddie Sullivan und Charles Schmidt.

## Handlung
Der Erfinder John P. Adams konstruiert eine flexible Stahllegierung, die sich ideal als Panzerschutz verwenden lässt. Eine Verbrecherbande will im Auftrag von Mr. Tahata die geheime Formel stehlen und ermordet Adams. Daraufhin versuchen die Gangster Adams Sohn Pinky zu entführen, der im Besitz der Formel ist. Während die Polizisten O’Hara und Maloney zusammen mit O’Haras Freundin Molly Selkirk Pinky beschützen, sind sie den Verbrechern auf der Spur. Ihre Tätigkeit wird durch den Umstand erschwert, dass Mr. Tahata (The Great Warner) Menschen in Zombies verwandeln kann, die er für seine Zwecke einsetzt. 
Dabei kommt es zu spektakulären Verfolgungsfahrten mit dem Funkstreifenwagen O’Haras. Im Kampf gegen die Gangster werden die Polizisten durch Pinky und seinen Hund Irish unterstützt. Schließlich entdeckt O’Hara, dass die Bande im Auftrag eines angesehenen Besitzers einer Stahlfabrik gehandelt hat, der die Erfindung für sich nutzen wollte. Nur knapp entrinnt O’Hara dem Tod und kann den Mord aufklären.

## Produktionshintergrund
Das Serial basiert auf dem seinerzeit populären Comic „Radio Patrol“ von Eddie Sullivan und Charles Schmidt, das von 1933 bis 1950 in diversen amerikanischen Tageszeitungen erschien und als Vorbild Dick Tracy hatte. Die beiden Autoren arbeiteten beim Boston Herald; Sullivan war Polizeireporter, Schmidt der Zeichner.

## Überlieferung
- Das Serial wurde 2015 von VCI Entertainment auf DVD herausgebracht.